# Saint-Jean-de-Touslas
Saint-Jean-de-Touslas is een plaats en voormalige gemeente in het Franse departement Rhône in de regio Auvergne-Rhône-Alpes en telt 670 inwoners (2004). De plaats maakt deel uit van het arrondissement Lyon.

## Geschiedenis
Saint-Jean-de-Touslas is op 1 januari 2018 gefuseerd met de gemeenten Chassagny en Saint-Andéol-le-Château tot de commune nouvelle Beauvallon. 

## Geografie
De oppervlakte van Saint-Jean-de-Touslas bedraagt 5,5 km², de bevolkingsdichtheid is 121,8 inwoners per km².
De onderstaande kaart toont de ligging van Saint-Jean-de-Touslas met de belangrijkste infrastructuur en aangrenzende gemeenten.

## Demografie
Onderstaande figuur toont het verloop van het inwonertal (bron: INSEE-tellingen).